# 巴布亞海鰶
巴布亞海鰶為輻鰭魚綱鲱形目鲱科的其中一種，分布於巴布亞紐幾內亞的淡水流域，體長可達21公分，棲息在溪流，生活習性不明，可做為食用魚。

## 擴展閱讀
維基物種上的相關：巴布亞海鰶